# 萧孝嵘
萧孝嵘（1897年—1963年）中國心理学家，教育家。湖南衡阳人。

## 生平
1919年毕业于上海圣约翰大学，回湖南一度从事中学教学工作，并应聘去衡阳船山大学任教。1926年就学于美国哥伦比亚大学，1927年获硕士学位，旋赴德国柏林大学研究格式塔心理学。1928年8月再去美国，1930年获柏克萊加州大學心理学哲学博士学位，主攻方向是儿童心理学发展，并且与导师一起创立至今仍富盛名的Harold Jones Child Study Center（柏克萊大学心理系的儿童研究中心）， 随即赴英、法、德等国心理研究所进行博士后的心理学调查研究工作。在美国留学期间，曾在美国心理学刊物上发表论文多篇，并荣获美国“科学荣誉学会”“心理学荣誉学会”金钥匙奖。
1931年任国立中央大学心理学教授，后任心理学系主任、心理学研究所长，先后历十余年。1949年任复旦大学心理学教授，教育系主任等职，1952年任教于华东师范大学心理学教授。萧孝嵘对儿童心理学、教育心理学的研究富有成果。中華人民共和國成立後因为心理学被认为是唯心学术，萧氏的研究一直受到阻扰和打击。萧孝嵘中華人民共和國成立前曾任中国心理学会、中国测验学会、中国心理卫生协会、中国教育学会等理事；中華人民共和國成立後任上海市心理学会副理事长。
20世纪30年代中期，萧孝嵘转向各种心理测验的研究。1934年着手修订“墨跋智力量表”，他指导当时中大心理系部分学生参加这项工作，培养了他们心理测验的基本技能。在这期间，他还修订了古氏（Goodenough）画人测验、普雷塞（Pressey）XO测验、勒氏（Laird）品质评定和马士道（Marston）人格评定等量表。 
抗日战争爆发，国立中央大学迁重庆沙坪坝，心理系迁至重庆柏溪，萧孝嵘常住该处。他除教学外，还积极致力于心理学的实际应用。早在南京中大时期，他先后讲授了实业心理学、变态心理学、军事心理学等应用心理课程。中大迁重庆后，他更积极从事这方面的研究。他做过速度与准确性训练中的关系的实验，订正数种拣选学徒的方法，编造几项军队智慧测验等。 
萧孝嵘在德国留学期间，曾对格式塔心理学进行了系统的研究。1933年他的《格式塔心理学原理》一书出版，德国的格式塔心理学第一个介绍到国内的心理学家。
在该书《缘起》中说：“著者在美国的时候，因为心理学界对于格式塔心理学有种种误解，偶作简单的介绍。后来研究此派之学说者与预备博士考试者皆视为重要的参考，且哈佛大学心理学系主任波林（Boring）教授及其他心理学者亦对于拙著予以满意的批评。本书专论格式塔心理学之原理，这些原理散见于各种著作中，而在德国亦尚未有系统的介绍。从这方面看来，本书实为最初之尝试。”当时美国对格式塔心理学的研究也不多，他在美国也属领先介绍人之一。“格式塔”一词，由他首先译出，现已在中国通用。

## 主要著作
- 《实验儿童心理》
- 《儿童心理学》
- 《儿童心理学及其应用》
- 《变态心理》
- 《格式塔心理学原理》
- 《教育心理学》
- 《人事心理问题》
- 《怎样领导》
- 《普通心理学》
- 《心理建设之科学基础》